# Мотор'ролла
«Мотор'ролла» — український рок-гурт з Хмельницького, який створили у 1994 році шість учасників — Олександр Буднецький, Ігор Лисий, Сергій Присяжний, Віктор Верхняцький, Костянтин Стрелецький та Ілля Демба. Назва команди пішла від скороченням двох слів — «мотоцикли» та «рок'н'ролл». Гурт випустив 5 студійних альбомів та 2 збірки.

## Історія

### 1990—1994— Заснування
Протягом 1990—1994 років сформувався початковий склад: Олександр Буднецький — вокал; Ігор Лисий — гітара; Сергій Присяжний — гітара; Віктор Верхняцький — бас-гітара; Костянтин Стрелецький — барабани; Ілля Демба — саксофон.
Перший публічний виступ гурту відбувся 11 травня 1994 року. Цю дату і вирішено вважати офіційним днем народження групи «Мотор'ролла» (назва якої пишеться тільки з двома буквами «Р» через апостроф, і подвійним «Л») Хоча перша назва гурту, запропонована Буднецьким, звучала так: «Piractum Est». Ця фраза у поєднанні із опущеним до низу великим пальцем руки, на гладіаторських боях означала — «добити». Але з часом команда усвідомила, що стилістично музика не відповідає цій «ґотичній» назві і вирішила змінити ім'я. Влітку 1994-го було вирішено назватися «Мотор'ролла», що є скороченням двох слів — «мотоцикли» та «рок'н'ролл».

### 1995—2005— Початок творчого шляху, «Забави патріотів» та «Тиск»
Основні статті: «Забави патріотів», «Тиск»
У 1995 році «Мотор'ролла» перемагає у відбірковому турі «Червоної Рути». Команда вперше їде виступати за межі Хмельницького, а саме у Севастополь, на фінал всеукраїнського фестивалю «Червона Рута 95», де вони завойовують диплом «За сучасне трактування української балади» на фестивалі «Червона Рута» з піснею «Ой, на горі Вогонь горить…». Відбувається багато змін у складі команди, і як результат — Ігор Лисий стає басистом гурту.
У 1996 році гурт втрачає саксофоніста Іллю Дембу, який переїжджає до Бостона, Массачусетс, США.Наприкінці року команда випускає перший свій альбом — «Забави патріотів» та знімає перше відео на пісню «Революція».
У 1997 році «Мотор'ролла» бере участь у фестивалі «Червона Рута 97» та стає лауреатом третьої премії. Знімається кліп на пісню «Моя голова не мікросхема».
У 1998 році гурт бере участь у дійстві під назвою «Козацькі забави», що проходить у місті Кам'янець-Подільський, разом з «Братами Карамазовими» та «Кому Вниз». Наприкінці року стає дипломантом конкурсу молодих виконавців «Майбутнє України» (м. Львів). Того ж року команда починає запис другого альбому на студії інді-лейблу «Фост Дракону Рекордс». З команди йде Андрій Захарко, який від'їжджає на постійне місце проживання до Іспанії.
У 1999 році «Мотор'ролла» випускають другий альбом команди «Тиск». У червні того ж року команда бере участь у міжнародному фестивалі «Рок-Київ», який проходив 25-27 червня. Серед його учасників: «The ВЙО», «Сплин», «Alphaville», «Smokie», а хедлайнером виступив гурт «Metallica». Ще були виступи на таких фестивалях, як «Нівроку 99» та «Рок-екзистенція-99».
У 2000 році, після виступу у Донецьку на фестивалі «Золотий скіф» з гурту йде Олександр Буднецький. З того часу гітарист групи Сергій «Сєня» Присяжний стає не гітаристом, а вокалістом команди, тож весь матеріал гурту переробляється під нього. Паралельно команда працює над новий альбомом. Було записано першу пісню до майбутнього диску, яка має назву «А я собі гуля…» спільно з вокалістом групи «Воплі Відоплясова» Олегом Скрипкою. Того є року Сергій Присяжний переїжджає до Києва на постійне місце проживання.
У 2003 році «Мотор'ролла» організовує спільний виступ з групою «Воплі Відоплясова». Команда запрошена на фестиваль «Альтернатива», що проходить у Львові. Також того року було знято відео на пісню «Не дзвонила, не заходила».
У 2004 році гурт бере участь у запис програми «Твій формат» на телеканалі М1, декілька композицій виконуються разом з іншими виконавцями, а саме: «Зима хвора» виконується разом з Сашком Положинським (Тартак), а «Ой, на горі…» з Вадимом Краснооким (Mad Heads).

### 2005—2007— «…шо кому не ясно?»
Основна стаття: «…шо кому не ясно?»
У 2005 році фронтмен гурту — Сергій Присяжний поїхав у тур разом з гуртом «Скрябін» у якості запрошеного музиканта-гітариста. Того ж року команда записує один з найпопулярніших своїх хітів — «8-ий колір» (авторка тексту — Тома Приймак) та знімає на нього кліп.Готується випуск альбому «…шо кому не ясно?» на рекорд-лейблі BOG DA NOVA MUZYKA. Композиція «8-ий колір» досягає першої сходинці кращої двадцятки у чарті телеканалу М1. Наприкінці року, завдяки співпраці з творчим угрупуванням на ім'я «MADTWINS», на екрани потрапляє анімаційне відео на пісню «А я собі гуля…», у якому разом з музикантами групи з'являється Олег Скрипка.
У 2006 році команда оприлюднює перший сингл до майбутнього альбому «До тебе мила», а пізніше група знімає відео на цю пісню. Наприкінці серпня, учасники гурту разом із Лесьою Щербак (фронтледі гурту «Фарбований лис») знімають відео на пісню з попереднього альбому «Настояшчий мушчина (Сварщик)», а вже у жовтні на екрани потрапляє нове відео на другий сингл до майбутнього альбому «Моя вода».
У 2007 році команда бере участь у проекті «Зроби подарунок Україні! Переходь на українську!» організованому громадською організацією «Не будь байдужим», а наприкінці року знімає відео на пісню «Аеліта». Того ж року, завдяки колишньому учаснику гурту — Іллі Дембі, команда знайомиться з українсько-канадським гуртом Klooch (українською «Ключ»), яка допомагає «Мотор'роллі» спродюсувати по звучанню декілька пісень до нового альбому — «Полум'я» та пісню «Дівчинку убив я» на слова Андрія Антоновського.

### 2008—2014— «Кольорові сни» та «The best of Мотор'ролла»
Основні статті: «Кольорові сни» та «The best of Мотор'ролла»
Протягом весни 2008 року закінчує роботу над новим альбомом. Наприкінці квітня знімається відео до пісні «Полум'я». Режисером нового музичного відео виступив Тарас Химич. Зйомки відбулися у львівському палаці Потоцьких. 3 липня 2008 року — дата виходу нового альбому групи «Мотор'ролла» — «Кольорові Сни».
У 2009 році до команди приєднується новий клавішник — Сергій Карнаух — визнаний спеціаліст з питань народної музики. Навесні того ж року група випускає подвійник CD/DVD «The best of Мотор'ролла» та вирушає у всеукраїнський тур на його підтримку. У грудні гурт представляє відео на пісню «Пригадай». Зйомки відбувалися на початку листопада, в Карпатах та у Львові. Режисером та оператором виступив Тарас Химич. Наприкінці листопада, на запрошення Міністерства Закордонних Справ Польщі команда із сольним виступом відвідала Краків.
Влітку 2010 року склад гурту покидає гітарист Олег Бурбела. Наприкінці року, через участь одночасно у багатьох проектах про свій вихід з групи заявив клавішник Сергій Карнаух. Його місце займає випускник Харківської консерваторії, викладач Хмельницького музичного училища Віктор Щур.
Восени 2010 група записує нову пісню з назвою «Жар-птиця», разом з гуртом Klooch, та знімають спільне відео.
Навесні 2011 року «Мотор'ролла» записують композицію у дуеті з випускницею 3 сезону музичного шоу «Фабрика зірок» Анастасією Кочєтовою, яку на той час знали під псевдонімом Еріка. Зокрема про це стало відомо з публікації на сторінці FDR Media у Facebook. Пізніше виходить сама пісня та музичне відео на неї, автором якого виступив Тарас Химич. За словами вокаліста гурту, Сергія Присяжного, завдяки відомому радіоведучому, музиканту та продюсеру Сергію Кузіну виник дует з Ерікою. Того ж року до гурту запрошений гітарист з Хмельницької альтернативної групи «Безодня» — Сергій Костюк.

### 2014—2016— «Два кроки до весни»
Основна стаття: «Два кроки до весни»
30 липня 2014 року «Мотор'ролла» представили новий сингл — «Це ти», який увійде до їх майбутнього альбому. У тому ж таки 2014 році  гурт вперше у своїй історії взяв участь у фестивалі «Бандерштат», який проходив з 1-го по 3-тє серпня.
27 березня 2015 року група випустила пісню «Картина», у записі якої також взяв участь Сергій Кузін. Сергій Присяжний так розповідав про цю пісню:
«На відміну від решти пісень, які наша група написала за останній час, ця радикально інша за тематикою. Це відверто філософський текст, який написав відомий подільський автор і виконавець, учасник групи „Містификатори“ Володимир Сукачов на музику групи. Тобто, спочатку у нас був музичний етюд, а потім на нього Володимир створив текст, хоча зазвичай все відбувається навпаки»

Сергій Присяжний на фестивалі «Обнова-фест», м. Чернівці, 31 травня 2015 року

Разом з новою композицією вони також презентували музичне відео, яке з'явилося у результаті гастрольного літа музикантів у Сполучених Штатах Америки, а також включає у себе кадри студійної та домашньої роботи «Мотор'ролли» на Київщині.
31 травня 2015 року вони взяли участь у фестивалі «Обнова-фест».
27 червня 2015 року вони випустили новий повноформатний альбом «Два кроки до весни». Фронтмен гурту Сергій Присяжний розповів, що назву альбому не варто сприймати буквально, адже в новій платівці мова йде не стільки про зелену пору року, скільки про більш абстрактні явища.
Восени того ж року гурт їде у тур Україною на підтримку цього альбому. Під час цього туру команда завітала у прифронтову Мар'янку, де група грала для українськиї воїнів в місцевому будинку кльтури. 
За підсумками у кінці року альбом зайняв друге місце у рейтингу кращих українських альбомів за версію сайту «Нотатки про українську музику».

### 2016— 2024 — «Ми не втомились, сили ми маємо»
Основна стаття: «Ми не втомились, сили ми маєм» ===
У 2016 році «Мотор'ролла» взяли участь у записі альбому відомого представника української естради Віктора Павлика. Альбом має назву «З новим Rock'om», де взяло участь багато представників української рок-сцени, зокрема: Був'є, White, Чумацький шлях, Узвар та інші, а сам гурт взяв участь у записі композиції «Тарам Там».

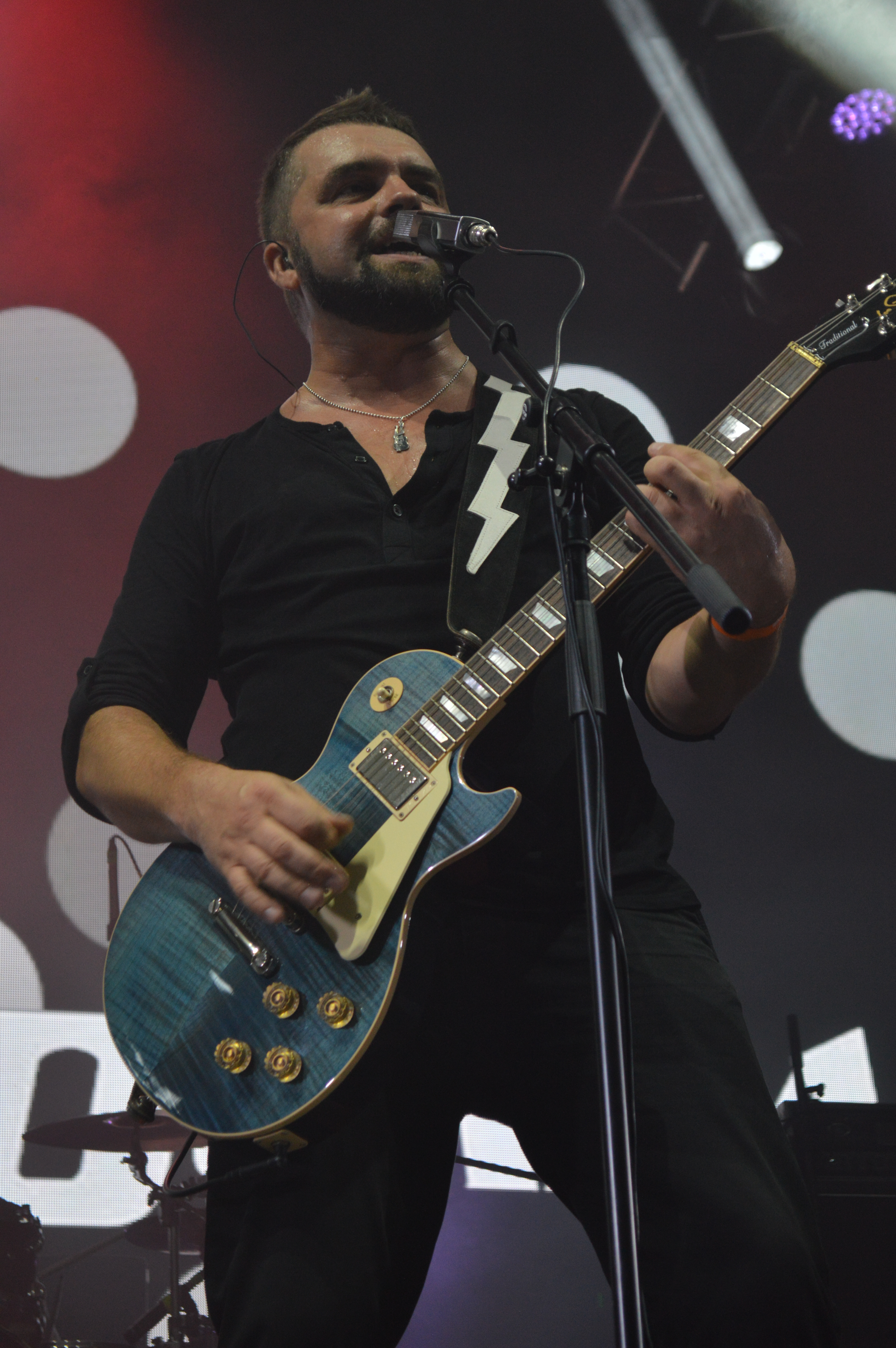
Фронтмен гурту «Мотор'ролла» Сергій Присяжний на фестивалі MRPL City у 2018 році

28 березня 2016 року «Мотор'ролла» презентували новий сингл «Love», який увійшов до їхнього нового альбому.
На початку березня 2017 гурт випустив другий сингл — «Лінія». Його запис почався ще улітку 2016, та учасники перезаписували його декілька разів, оскільки їх не влаштовував звук.
У червні 2018 року гурт оприлюднив черговий, уже третій сингл «Надихай», який спочатку мав бути записаний у дуеті з відомою українською співачкою, але через конфлікти запис виконано виключно учасниками групи.
Влітку 2018 року команда взяла участь у музичному фестивалі «MRPL City», який проходив у Маріуполі з 3-го по 5-те серпня.
У вересні 2018 року гурт взяв участь в 9-тому сезоні української версії шоу «Х-Фактор».
У червня 2019 команда презентувала нову пісню — «Мала», назва якої, є скороченим варіантом від «Мала, ну що ти наробила?». Наприкінці року вони презентували ще один сингл, а саме композицію «Снігом» і презентували на неї музичне відео.

5 грудня 2020 року гурт представив нову пісню «Квіти Рути», яку присвячують ювілею культової пісні Володимира Івасюка «Червона Рута». Сергій Присяжний так дав такий коментар при презентації пісні на «UA:Радіо Промінь»:
«Пісня „Квіти рути“ є черговим нашим синглом. Це вже за ліком дев'ята пісня, яка увійде в наш новий альбом, над яким ми зараз працюємо. А працюємо ми не планово, а по окремій пісні. Враховуючи ситуацію з пандемією в країні, ми не можемо планувати гастрольні тури. Взагалі концерти останнім часом ми і самі не продюсуємо. Тобто, якщо до нас звертаються, то ми погоджуємося. Але зараз ми знаходимося в режимі енергозбереження. Але при тому всьому ми регулярно збираємося на репетиційній базі, створюємо нові музичні форми, працюємо над новими піснями».
У червні 2021 року фронтмен гурту взяв участь у програмі «Зубри українського року» на Radio ROKS Україна. Група почала накопичувати матеріал для закінчення нового альбому, першим треком до якого була пісня "LOVE".
2022. Війна.
На початку року на замовлення телевізійного продакшену група створює рімейк треку  "Колись", який став головною темою серіалу "Водна поліція". Прем'єра відбулась 31 січня.
А в лютому почалась гаряча фаза війни. Випуск альбому став неактуальним.
В березні група видала ремейк давнього треку під назвою "Забави патріотів 2022", де Сєня заспівав разом з Олександром Буднецьким і додав палку промову присвячену захисникам Маріуполя. Влітку група на запрошення українських громадських організацій в Польщі на площах Кракова і Вроцлава збираючи кошти на підтримку Збройних Сил України. До гурту приєднався Ярослав Вільчик (барабани), який давно співпрацював з групою у якості студійного барабанщика та звукорежисера. Сергій Присяжний час від часу виїжджав у прифронтові зони і грав для військових.
Наступного 2023 року виступи і збори в Польщі вже відбувались лише за участі Сєні. Олександр Кирилюк (барабанщик) та Віктор Цуканов (звукорежисер) були мобілізовані до війська.
27 вересня 2024 року розпочали концертний тур Україною з презентацією нового 8-го студійного альбому у Вінниці, далі у Києві, у Полтаві, на локаціях у прифронтовій зоні Покровська, Харкова, Чернігова, у Львові, а тоді вже у рідному місті музикантів гурту гітариста Сергія Костюка та бас-гітариста Ігоря Лисого у Хмельницькому.

## Склад гурту
- Сергій «Сєня» Присяжний — вокал, гітара
- Ігор Лисий — бас-гітара, вокал
- Сергій Костюк — гітара
- Ярослав Вільчик — барабани
- Віктор Цуканов — звукорежисура
- Богдан Гловацький - розпорядник

## Дискографія

### Студійні альбоми
- Забави патріотів (1996)
- Тиск (1999)
- …шо кому не ясно? (2005)
- Кольорові сни (2008)
- Два кроки до весни (2015)
- Ми не втомились, сили ми маємо (2024)

### Інші проєкти
- Чумаки (2014)
- Чумаки II (2016)

### Збірки
- The best of Мотор'ролла (2009)

### Сингли
- «До тебе, мила» (2006)
- «Моя вода» (2006)
- «Зимова» (2010)
- «Жарптиця» (2010)
- «Душа» (2011)
- «LOVE» (2016)
- «Лінія» (2017)
- «Надихай» (2018)
- «Серце» (2019)
- «Снігом» (2019)
- «Квіти Рути» (2020)
- «Забави патріотів 2022» (2022)

## Відеокліпи
| Рік  | Назва пісні                                              | Режисер(и)                              | Альбом             |
| ---- | -------------------------------------------------------- | --------------------------------------- | ------------------ |
| 1996 | «Революція»                                              | Сергій Іванов                           | Забави патріотів   |
| 1999 | «Моя голова не мікросхема»                               | Олександр Алдохін                       | Тиск               |
| 2003 | «Не дзвонила, не заходила»                               | Руслан Токалюк, Андрій Ніжніков         | …шо кому не ясно?  |
| 2005 | «8-й колір»                                              |                                         | …шо кому не ясно?  |
| 2005 | «А я собі гуля» (з Олегом Скрипкою)                      | Madtweens                               | …шо кому не ясно?  |
| 2006 | «Якби всі люди» (з Сашком Положинським)                  | Левко Лабій                             |                    |
| 2006 | «До тебе, мила»                                          | Андрій Рожен                            | Кольорові сни      |
| 2006 | «Моя вода»                                               |                                         | Кольорові сни      |
| 2006 | «Настоящий мужчина (Сварщік)»                            | Леся Джулай                             | …шо кому не ясно?  |
| 2007 | «Аеліта»                                                 | Сергій Неретін                          | Кольорові сни      |
| 2008 | «Полум'я»                                                | Тарас Химич                             | Кольорові сни      |
| 2009 | «Пригадай»                                               | Тарас Химич                             | Кольорові сни      |
| 2011 | «Душа» (разом з Ерікою)                                  | Тарас Химич                             | Два кроки до весни |
| 2011 | «Жар-птиця» (разом з Klooch)                             | Тарас Химич                             | Два кроки до весни |
| 2012 | «Ти сама» (разом з гуртом «Механічний Апельсин»)         |                                         | Ти сама            |
| 2015 | «Картина» (разом з Сергієм Кузіним)                      | С. Присяжний, С. Кузін та Б. Гловацький | Два кроки до весни |
| 2017 | «Лінія»                                                  | Влад Разіховський Freefilm Production   |                    |
| 2017 | «LOVE»                                                   | Ілля Сухий                              |                    |
| 2019 | «Серце»                                                  | Тарас Химич                             |                    |
| 2019 | «Снігом»                                                 | Тарас Химич                             |                    |
| 2022 | «Забави патріотів 2022» (разом з Олександром Буднецьким) |                                         |                    |